# Campionati europei di atletica leggera 2018 - Salto in lungo femminile
Il salto in lungo femminile ai Campionati europei di atletica leggera 2018 si è svolto tra il 9 e l'11 agosto 2018.

## Podio
| Oro     | Malaika Mihambo Germania    |
| Argento | Maryna Bech Ucraina         |
| Bronzo  | Shara Proctor Gran Bretagna |

## Record
Prima di questa competizione, il record del mondo (RM), il record europeo (EU) ed il record dei campionati (RC) sono i seguenti:
| Record                | Prestazione | Atleta                             | Data                                   | Competizione            |
| --------------------- | ----------- | ---------------------------------- | -------------------------------------- | ----------------------- |
| Record mondiale       | 7,52 m      | Galina Čistjakova Unione Sovietica | 11 giugno 1988 San Pietroburgo, Russia |                         |
| Record europeo        | 7,52 m      | Galina Čistjakova Unione Sovietica | 11 giugno 1988 San Pietroburgo, Russia |                         |
| Record dei campionati | 7,30 m      | Heike Drechsler Germania           | 28 agosto 1990 Spalato, Croazia        | Campionati europei 1990 |

## Risultati

### Qualificazioni
Si qualificano alla finale le atlete che saltano 6,67 m (Q) o le dodici migliori misure (q).
| Pos | Gruppo | Atleta                      | Nazionalità   | 1ª prova | 2ª prova | 3ª prova | Risultato | Note                                     |
| --- | ------ | --------------------------- | ------------- | -------- | -------- | -------- | --------- | ---------------------------------------- |
| 1   | A      | Ivana Španović              | Serbia        | x        | 6,56     | 6,84     | 6,84      | Q                                        |
| 2   | A      | Shara Proctor               | Gran Bretagna | 6,22     | 6,49     | 6,75     | 6,75      | Q                                        |
| 3   | B      | Malaika Mihambo             | Germania      | 6,71     |          |          | 6,71      | Q                                        |
| 4   | B      | Lorraine Ugen               | Gran Bretagna | x        | 6,70     |          | 6,70      | Q                                        |
| 5   | A      | Khaddi Sagnia               | Svezia        | x        | 6,69     |          | 6,69      | Q,                                       |
| 6   | B      | Anastasija Mirončyk-Ivanova | Bielorussia   | 6.60     | 6,68     |          | 6,68      | Q                                        |
| 7   | B      | Juliet Itoya                | Spagna        | 6,65     | x        | 6,45     | 6,65      | q                                        |
| 8   | B      | Maryna Bech                 | Ucraina       | 6,64     | x        | 6,63     | 6,64      | q, =                                     |
| 9   | B      | Jazmin Sawyers              | Gran Bretagna | x        | 6,49     | 6,64     | 6,64      | q                                        |
| 10  | A      | Ksenija Balta               | Estonia       | 6,54     | 6,63     | –        | 6,63      | q, =                                     |
| 11  | A      | Nektaria Panagi             | Cipro         | 6,30     | x        | 6,62     | 6,62      | q                                        |
| 12  | B      | Evelise Veiga               | Portogallo    | 6,61     | x        | x        | 6,61      | q,                                       |
| 13  | B      | Laura Strati                | Italia        | x        | 6,60     | 6,29     | 6,60      |                                          |
| 14  | B      | Angela Moroșanu             | Romania       | 6,13     | 6,55     | x        | 6,55      | Miglior prestazione personale stagionale |
| 15  | A      | Alina Rotaru                | Romania       | x        | x        | 6,55     | 6,55      |                                          |
| 15  | A      | Alexandra Wester            | Germania      | x        | 6,55     | x        | 6,55      |                                          |
| 17  | B      | Sosthene Moguenara          | Germania      | x        | 6,54     | x        | 6,54      |                                          |
| 18  | A      | Lauma Grīva                 | Lettonia      | 6,47     | 6,46     | x        | 6,47      |                                          |
| 19  | A      | Krystyna Hryšutyna          | Ucraina       | x        | 6,31     | x        | 6,31      |                                          |
| 20  | A      | Milena Mitkova              | Bulgaria      | 6,25     | x        | 6,29     | 6,29      |                                          |
| 21  | B      | Milica Gardašević           | Serbia        | 6,26     | 6,00     | x        | 6,26      |                                          |
| 22  | A      | Fátima Diame                | Spagna        | 6,24     | 6,20     | x        | 6,24      |                                          |
| 23  | A      | Haido Alexouli              | Grecia        | x        | 6,11     | 6,21     | 6,21      |                                          |
| 24  | B      | Karin Melis Mey             | Turchia       | 5,98     | x        | 6,18     | 6,18      |                                          |
| 25  | B      | Florentina Iușco            | Romania       | x        | x        | 6,17     | 6,17      |                                          |
|     | A      | Neja Filipič                | Slovenia      | x        | x        | x        | nm        |                                          |
|     | A      | Éloyse Lesueur              | Francia       | x        | x        | –        | nm        |                                          |

### Finale
| Pos     | Atleta                      | Nazionalità   | 1ª prova | 2ª prova | 3ª prova | 4ª prova | 5ª prova | 6ª prova | Risultato | Note                                     |
| ------- | --------------------------- | ------------- | -------- | -------- | -------- | -------- | -------- | -------- | --------- | ---------------------------------------- |
| Oro     | Malaika Mihambo             | Germania      | 6,36     | 6,36     | 6,75     | 6,54     | x        | 6,73     | 6,75      |                                          |
| Argento | Maryna Bekh                 | Ucraina       | 6,60     | 6,45     | 6,52     | x        | 6,67     | 6,73     | 6,73      | Miglior prestazione personale stagionale |
| Bronzo  | Shara Proctor               | Gran Bretagna | 6,58     | 6,44     | 6,51     | 6,69     | x        | 6,70     | 6,70      |                                          |
| 4       | Jazmin Sawyers              | Gran Bretagna | 6,40     | 5,10     | 6,53     | x        | 6,66     | 6,67     | 6,67      |                                          |
| 5       | Anastasija Mirončyk-Ivanova | Bielorussia   | 6,42     | 6,47     | 6,58     | 6,53     | x        | x        | 6,58      |                                          |
| 6       | Ksenija Balta               | Estonia       | 6,49     | x        | 6,38     | x        | 6,30     | x        | 6,49      |                                          |
| 7       | Khaddi Sagnia               | Svezia        | 6,43     | 6,47     | x        | x        | x        | x        | 6,47      |                                          |
| 8       | Evelise Veiga               | Portogallo    | 6,47     | 6,39     | x        | 6,14     | 6,30     | x        | 6,47      |                                          |
| 9       | Lorraine Ugen               | Gran Bretagna | x        | 6,45     | x        |          |          |          | 6,45      |                                          |
| 10      | Juliet Itoya                | Spagna        | 6,38     | x        | 6,34     |          |          |          | 6,38      |                                          |
| 11      | Nektaria Panagi             | Cipro         | 6,10     | 6,10     | 6,29     |          |          |          | 6,29      |                                          |
|         | Ivana Španović              | Serbia        |          |          |          |          |          |          | dns       |                                          |